# NHIndustries NH90
NHIndustries NH90 je střední, dvoumotorový, víceúčelový vojenský vrtulník vyráběný společností NHIndustries. První prototyp vzlétl v prosinci 1995. K roku 2020 jej objednalo třináct států.

## Vznik a vývoj

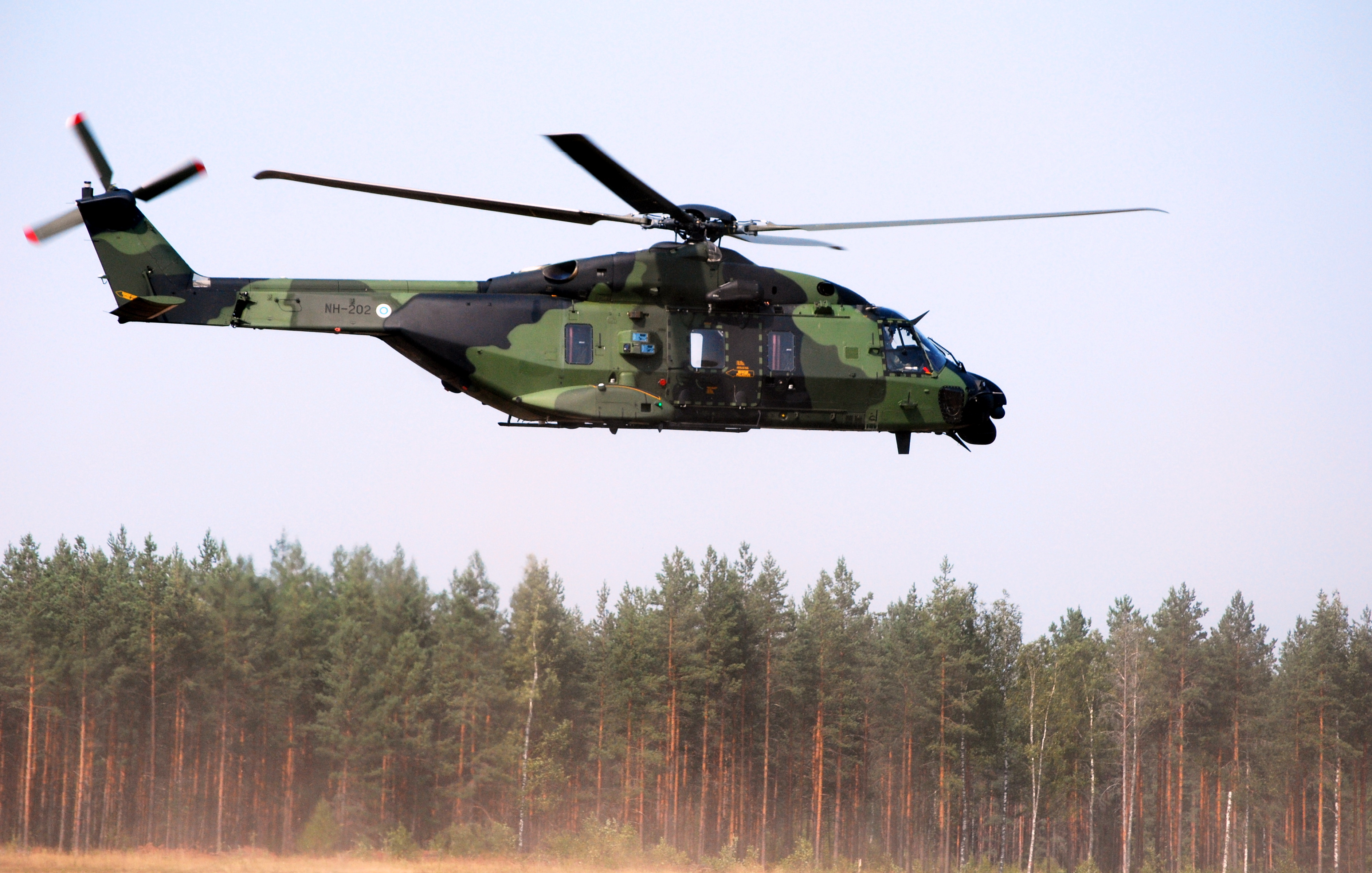
Finský NH90 TTT

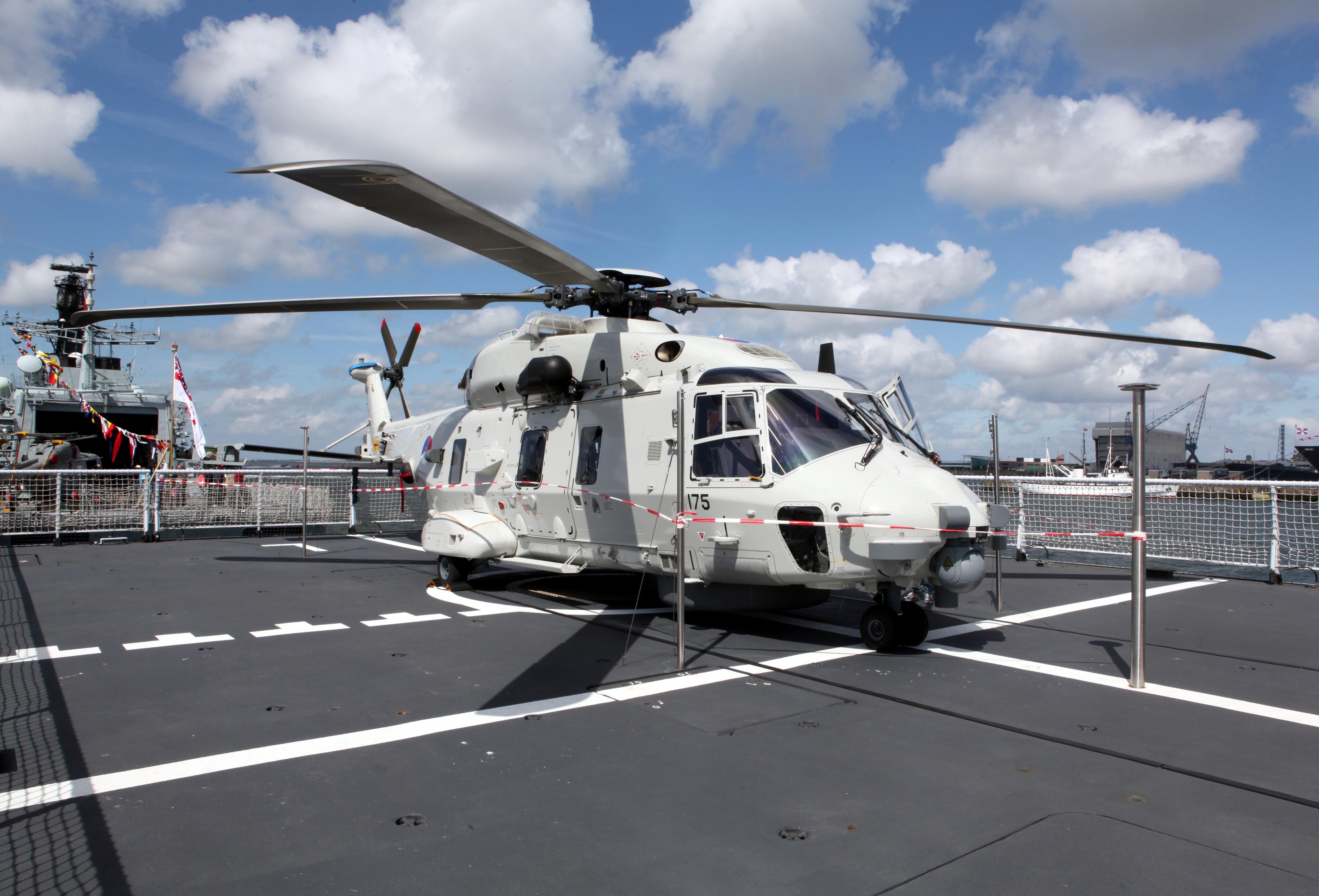
NH90 NFH Nizozemského námořního letectva

V roce 1985 se spojila Francie, Spolková republika Německo, Itálie, Nizozemí a Velká Británie aby podle zadání NATO společně vytvořili transportní, protilodní a protiponorkový vrtulník pro devadesátá léta. Velká Británie projekt opustila v roce 1987. Zbylé státy se sdružily do agentury NAHEMA (NATO Helicopter Management Agency) aby dokázaly sladit rozdílné požadavky na nový vrtulník. 1. září 1992 podepsala NAHEMA kontrakt se společností NHIndustries na vývoj víceúčelového stroje. Vývoj začal v roce 1993. První prototyp (PT1) vzlétl 18. prosince 1995. Druhý prototyp (PT2) poprvé letěl 19. března 1997 a třetí (PT3) 27. listopadu 1998.
Po jistých technických a finančních problémech, které měl projekt v 90. letech, se participující země dohodly a 30. června 2000 podepsaly velkou zakázku na celkem 366 strojů. Poté už následovala řada objednávek z Evropy, Asie a Austrálie.
NH90 se měl původně vyrábět na třech výrobních linkách: v Cascina Costa v Itálii pro AgustaWestland, Magignane ve Francii a Donauwörthu v Německu pro Eurocopter Group. Ve smlouvě pro severské země a Austrálii byla stanovena místní produkce (společnost Patria ve Finsku a dceřiná společnost Eurocopteru – Australian Aerospace v australském Brisbane). Španělské stroje se montuji na lince Eurocopteru v Albacete.
Program začal s dvouletým zpožděním a první stroje byly německému Bundeswehru dodány na konci roku 2006. Typové certifikace pro finské vrtulníky byly schváleny 19. února 2008.

## Varianty
Vrtulník se vyrábí ve dvou variantách pro nasazení na souši a na moři. Shodnost obou verzí je v konstrukci asi 80% a v elektronice asi 50%. Od obou variant existují ještě další verze, které se mohou lišit velikostí a vybavením.
TTH (Tactical Transport Helicopter) - pozemní varianta
Pozemní varianta se jmenuje Taktický transportní vrtulník (Tactical Transport Helicopter) TTH a je vybavena sklopnou nakládací rampou. U letectev Finska a Švédska se tato varianta nazývá Taktický oddílový transport (Tactical Troop Transport) TTT. Stroje určené pro Austrálii nesou označení Víceúčelový vrtulník (Multi-role Helicopter) MHR. Stroje určené pro Francii se budou jmenovat Caïman, a to buď Caïman TTH nebo Caïman NFH.
NFH (NATO Frigate Helicopter) - námořní varianta
Námořní varianta nese označení fregatní vrtulník NATO (NATO Frigate Helicopter) NFH. Tato varianta je především určená pro boj proti lodím či ponorkám. Dále může plnit průzkumné a záchranné akce, nebo dopravovat materiál. Primárně se jedná o palubní stroj fregat NATO. Podle velikosti fregat se liší i velikost vrtulníku v námořnictvech různých států.
- SH-90A – Italské označení vrtulníků NFH.
- NH90 NFH Caïman – Francouzské označení vrtulníků NFH.

- NH90 Sea Lion – Specializovaný záchranný vrtulník vyvinutý pro německé námořnictvo na základě verze NFH. Vybaven pro mise SAR, námořní průzkum, nasazení speciálních sil nebo transport. Určen pro nasazení z pozemních základem a zásobovacích tankerů třídy Berlin (typ 702). Objednáno bylo 18 kusů.[3] Dodávky plánovány na roky 2019-2022.[4] Do služby byl vrtulník přijat v červnu 2020.[5]

- NH90 Sea Tiger – Specializovaný vrtulník pro boj proti ponorkám a hladinovým cílům, vyvinutý pro německé námořnictvo na základě verze NFH. Roku 2020 objednáno 31 kusů.[6]

## Objednávky

Mapa uživatelů vrtulníku NH90:
současní
bývalí

Stav objednávek a dodávek byl platný ke 14. listopadu 2012
| země        | objednané | objednané | opce | opce | dodané | dodané |
| země        | TTH       | NFH       | TTH  | NFH  | TTH    | NFH    |
| ----------- | --------- | --------- | ---- | ---- | ------ | ------ |
| Austrálie   | 46        |           |      |      | 16     |        |
| Belgie      | 4         | 4         | 2    |      | 1      |        |
| Finsko      | 20        |           |      |      | 15     |        |
| Francie     | 34        | 27        |      |      | 3      | 7      |
| Itálie      | 70        | 46        | 1    |      | 20     | 3      |
| Německo     | 122       |           | 12   | 30   | 26     |        |
| Nizozemsko  |           | 20        |      |      |        | 7      |
| Norsko      |           | 14        |      | 10   |        | 1      |
| Nový Zéland | 9         |           |      |      | 5      |        |
| Omán        | 20        |           |      |      | 12     |        |
| Řecko       | 20        |           | 4    |      | 4      |        |
| Španělsko   | 45        |           |      |      |        |        |
| Švédsko     | 18        |           |      |      | 6      |        |

## Bývalí uživatelé
Austrálie
- Austrálie měla své vrtulníky ve službě od prosince 2007 do září roku 2023. Provozovala je pod označením MRH-90 Taipan. [7][8][9] K vyřazení přispěla nehoda z 28. července, po níž byl typ uzemněn. A jejíž vyšetřování v době rozhodnutí o vyřazení nebylo dokončeno.[9][10] Ve službě je nahradí UH-60M Black Hawk.[11]

 Norsko
- Norské královské námořnictvo a pobřežní stráž: V roce 2001 objednáno 14 kusů, které měly být dodány do roku 2008 jako náhrada vrtulníků Westland Lynx pro účely protiponorkového boje a hlídkovací a záchranné služby. První kus byl dodán až v roce 2011 a do roku 2022 bylo dodáno pouze 8 kusů, které nedokázaly pokrýt potřebu letových hodin. Proto norské ministerstvo obrany 10. června 2022 rozhodlo, že ukončuje provoz vrtulníků, které vrátí i s veškerým vybavením výrobci, za což požadovalo 490 milionů euro a uhrazení dalších nákladů. Zároveň spustilo výběr náhrady.[12]

## Specifikace (NH90)

### Technické údaje

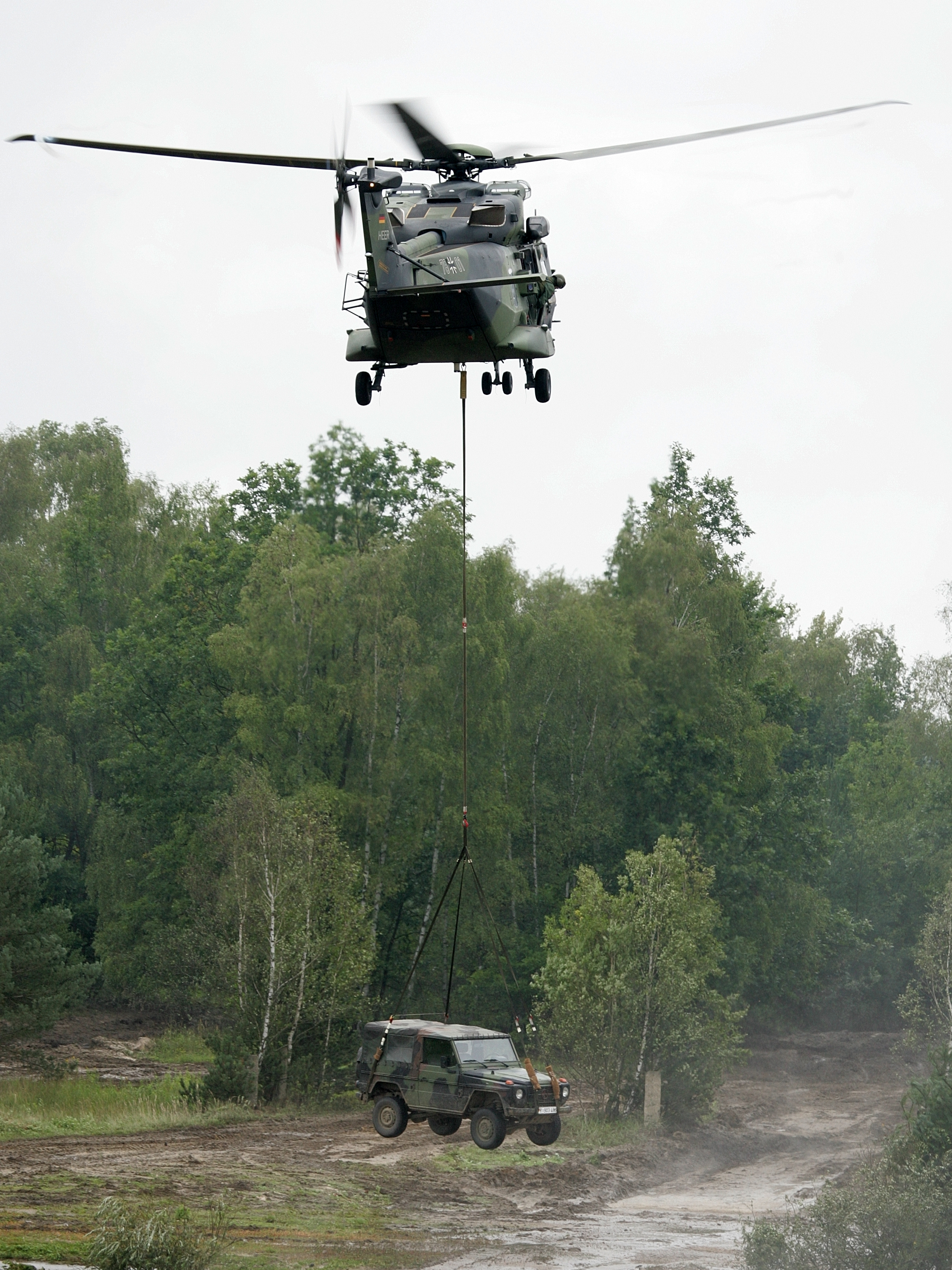
NH90 předvádí závěsný transport německého vojenského vozidla Wolf

- Posádka: 2 (u NFH možnost třetího člena posádky - operátora senzorů)
- Možný náklad: 20 plně vybavených vojáků nebo 12 raněných na nosítkách nebo 2 standardní palety NATO
- Průměr nosného rotoru: 16,30 m
- Délka trupu: 16,09 m
- Celková délka s otáčejícími se rotory: 19,55 m
- Šířka: 3,8 m
- Výška: 4,1 m
- Hmotnost prázdného stroje: 5 950 kg
- Maximální vzletová hmotnost: 10 600 kg
- Pohonná jednotka: 2 × Rolls-Royce Turbomeca RTM322 01/9[13]

### Výkony
- Maximální rychlost: 300 km/h
- Cestovní rychlost: 260 km/h
- Dolet bez přídavných nádrží: 800 km
- Dolet se dvěma 500 kg přídavnými nádržemi: 1260 km
- Dolet s nákladem 2000 kg: 300 km
- Maximální dosažitelná výška: 6 000 m

### Výzbroj
- Výzbroj: až 1 200 kg výzbroje. Nejčastěji 2 kulomety na otočných kloubech v prostoru kabiny a sada raket na vnějších nosnících. U verze NFH možnost protilodních střel, torpéd nebo hlubinných pum.